# كريستيان توريس
كريستيان توريس (بالإسبانية: Cristian Torres)‏ (12 فبراير 1996 بليون في المكسيك - ) هو لاعب كرة قدم مكسيكي في مركز الدفاع. لعب مع كلوب ليون.

## وصلات خارجية
- كريستيان توريس على موقع قاعدة بيانات كرة القدم.إي يو (الإنجليزية)
- كريستيان توريس على موقع Soccerway.com (الإنجليزية)